# Ronna McDaniel
Ronna Romney McDaniel (Austin, 20 de março de 1973) é uma política americana que servi como presidente do Comitê Nacional Republicano de 2017 a 2024. Anteriormente, McDaniel foi presidente do Partido Republicano de Michigan.
Neta do governador e empresário de Michigan, George W. Romney, e sobrinha do senador Mitt Romney, ela é conhecida por sua prolífica arrecadação de fundos e firme apoio ao presidente Donald Trump.